# Greenfield (Nuevo Hampshire)
Greenfield es un pueblo ubicado en el condado de Hillsborough en el estado estadounidense de Nuevo Hampshire. En el Censo de 2010 tenía una población de 1.749 habitantes y una densidad poblacional de 25,33 personas por km².

## Geografía
Greenfield se encuentra ubicado en las coordenadas 42°56′20″N 71°52′46″O / 42.93889, -71.87944. Según la Oficina del Censo de los Estados Unidos, Greenfield tiene una superficie total de 69.05 km², de la cual 67.61 km² corresponden a tierra firme y (2.09%) 1.44 km² es agua.

## Demografía
Según el censo de 2010, había 1.749 personas residiendo en Greenfield. La densidad de población era de 25,33 hab./km². De los 1.749 habitantes, Greenfield estaba compuesto por el 97.77% blancos, el 0.46% eran afroamericanos, el 0.17% eran amerindios, el 0.63% eran asiáticos, el 0% eran isleños del Pacífico, el 0.06% eran de otras razas y el 0.91% pertenecían a dos o más razas. Del total de la población el 0.91% eran hispanos o latinos de cualquier raza.